# ليبرتو بلتران
ليبرتو بلتران (بالإسبانية: Liberto Beltrán)‏ هو لاعب كرة قدم إسباني في مركز الهجوم، ولد في 26 ديسمبر 1996 في قسطلونة في إسبانيا. لعب مع نادي ألكويانو ونادي إلتشي ونادي كاستييون.

## وصلات خارجية
- ليبرتو بلتران على موقع قاعدة بيانات كرة القدم.إي يو (الإنجليزية)
- ليبرتو بلتران على موقع Soccerway.com (الإنجليزية)
- ليبرتو بلتران على موقع AS.com (الإسبانية)